# Rothesay International Eastbourne 2022
Das Rothesay International Eastbourne 2022 war ein WTA-Tennisturnier der WTA Tour 2022 für Damen und ein ATP-Tennisturnier der ATP Tour 2022 für Herren in Eastbourne. Die Turniere fanden parallel vom 20. bis 26. Juni 2022 statt.

## Herrenturnier
→ Qualifikation: Rothesay International Eastbourne 2022/Herren/Qualifikation

## Damenturnier
→ Qualifikation: Rothesay International Eastbourne 2022/Damen/Qualifikation